# Luis de Luna
Luis de Luna (1520 - ?) fue un soldado español que, a mediados del siglo XVI, participó en la conquista del Tucumán, en el actual territorio de la República Argentina.

## Biografía
Nacido en 1520, llegó al territorio de Tucumán desde Chile, en 1557, junto con Juan Pérez de Zurita, quien fuera fundador de Londres (Argentina). Cuando esta población fue destruida por los indígenas, se refugió en Santiago del Estero, población que también defendió de los ataques lanzados por los aborígenes.
Acompañó a Aguirre y a Carrizo a pacificar a los naturales. Más tarde estuvo junto a Diego de Villarroel en la fundación de San Miguel de Tucumán y por último fue con Jerónimo Luis de Cabrera a fundar la ciudad de Córdoba.